# 印度—美國關係

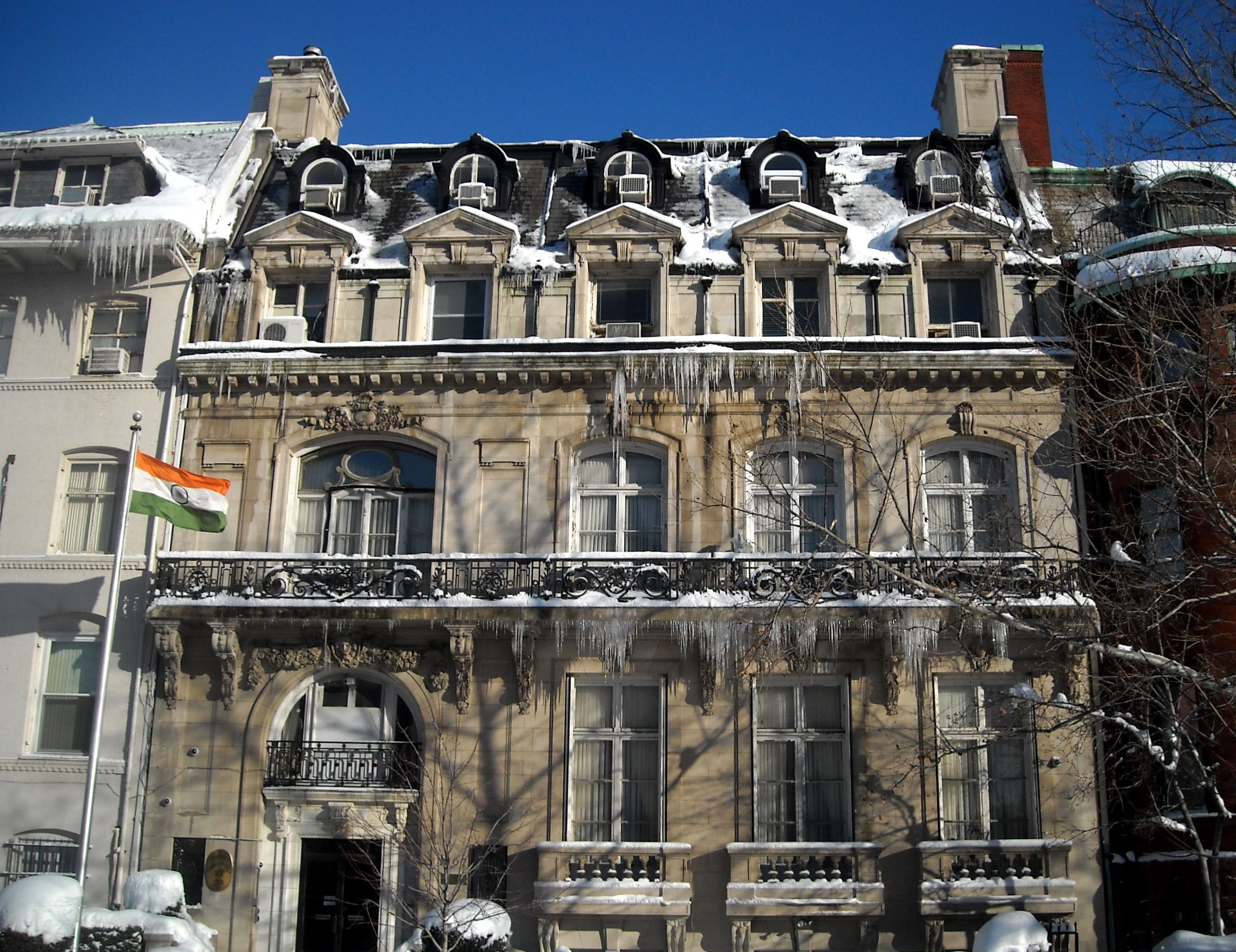
於华盛顿特区的印度大使馆

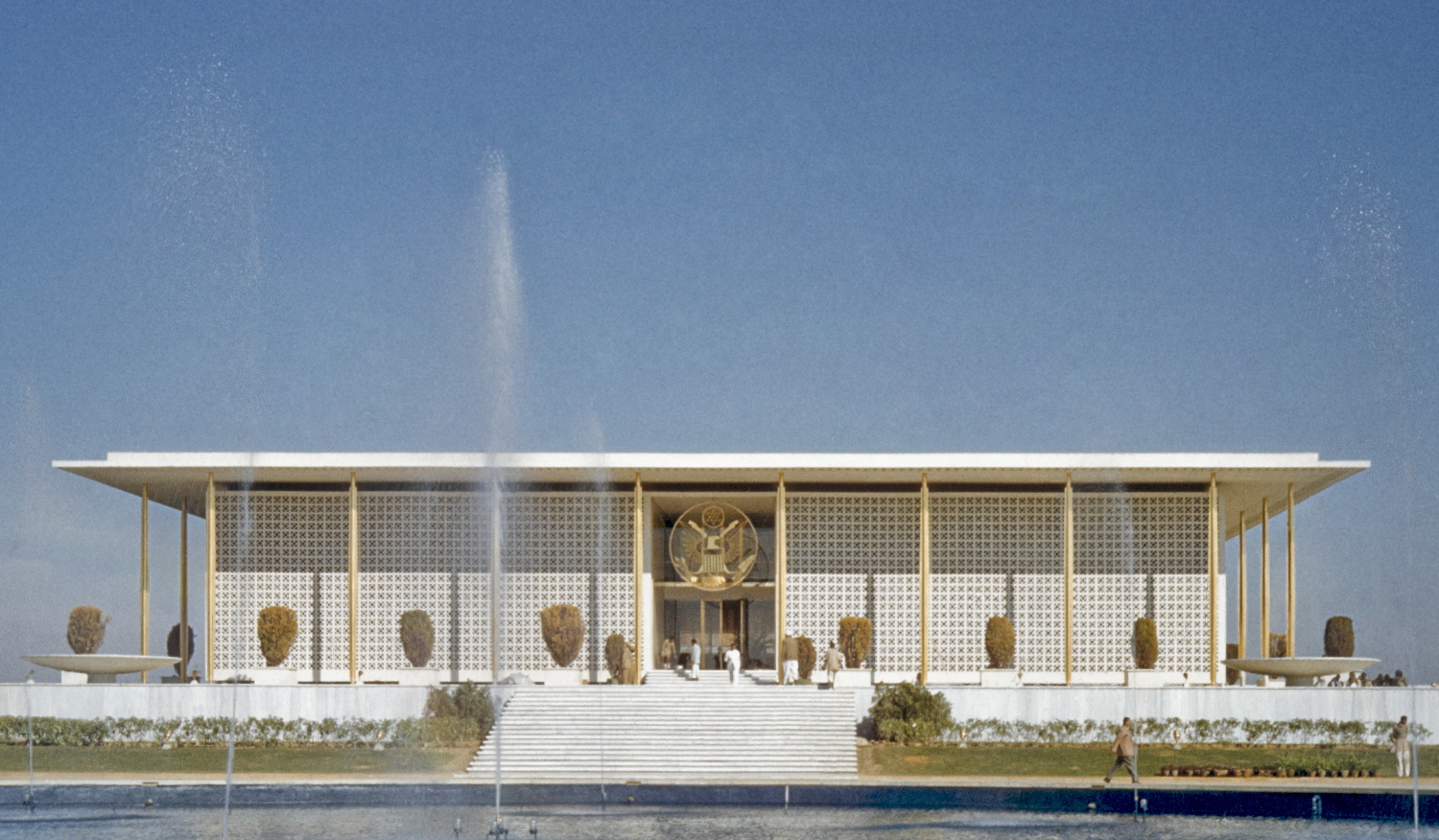
於新德里的美国大使馆

印度－美國关系是指印度共和国和美利坚合众国的国际关系。两国享有“全面的全球战略伙伴关系”。
在21世纪，印度外交政策一直寻求利用印度的战略的自主权以维护一个多极世界中的主权权利和国家利益。美国在克林顿总统执政后期对印政策实现了转变，为双边关系步入快车道奠定了基础；布什总统和奥巴马总统时代，和印度在联合国等领域进行合作，支持印度的核心国家利益，并承认未决问题；特朗普执政后至拜登政府，印度在美国对外战略的地位进一步提升，印太地区受到前所未有的重视。
通过技术分享，例如增加双边贸易和投资合作在全球安全事项，包括印度在决策上的事项的全球管理（联合国安全理事会）、升级表示在贸易和投资论坛（世界银行，货币基金组织，亚太经合组织）、接纳入多边出口管制制度（导弹技术管制制度，瓦塞纳尔安排，澳大利亚集团）和支持印度加入核供应国集团，已经成为了許多增進美国–印度关系的关键里程碑。此外两国还加强了在四方安全对话和I2U2集团内的合作。
根据盖洛普於2015年的年度世界事务调查，印度以71％得票率被认为是美國人第6喜欢的国家。於2017年盖洛普民意调查发现，有74％的美国人喜欢印度。

## 歷史

### 美國革命與東印度公司
據說東印度公司的旗幟啟發了1775年的美國旗幟，最終影響了美國目前的國旗。邁索爾火箭用於巴爾的摩戰役，美國國歌《星條旗》中提到：「火箭閃閃發光，炸彈轟轟作響」。

### 印度独立后（1947年-1991年）
美國杜魯門政府在1940年代後期傾向於印度，但印度尼赫魯政府當時採取了不結盟政策。印度支持1950年聯合國譴責朝鮮侵略南韓的決議，美國對此表示贊同。印度試圖充當中間人來幫助結束韓戰，並充當美國與共產中國間外交訊息的管道。儘管沒有印度軍隊參戰，但印度派遣了346名軍醫組成的醫療隊幫助聯合國軍方面。
在印度獨立的最初十二年，美國提供了17億美元的援助。蘇聯提供了大約一半的貨幣，及基礎設施和其他重工業，尤其是核能和太空研究。但印度国大党浓厚的社会主义倾向导致美印两国关系冷淡。同时为了围堵共产主义，1954年开始美国对印度的宿敌巴基斯坦提供军事援助，更加剧了双方的不信任。
1959年，美國總統艾森豪威爾訪問印度。《紐約時報》評論說：“尼赫魯是否真的要求美國將來幫助印度應對共產勢力似乎並不重要，重要的是印度與美國增進友誼”。而此时美国国务卿约翰·福斯特·杜勒斯指责印度的“不结盟”在“道德上存在缺陷”。
1961年上任的美国总统约翰·肯尼迪与印度的关系有所改善，他倾向于把冷战与美国的南亚政策分离，并在1962年的印中戰爭期間公開支持印度。甘迺迪政府時期駐印度的大使是著名的自由派經濟學家約翰·加爾布雷斯。加爾布雷斯在北方邦坎普爾幫助建立了印度最早的計算機科學系之一。作為經濟學家，他還主持了美國當時最大的對外援助計劃，美國承諾提供印度10億美元的發展貸款。
之后的美国尼克松政府与巴基斯坦关系密切，并改善了中美关系。与此同时，印度英迪拉·甘地政府倾向于和苏联发展关系，特别是在孟加拉国解放战争期间，基辛格等人对巴基斯坦军方的支持加剧了美印关系的恶化。1974年，印度的首次核试验“波卡蘭-I”更招致美国的谴责和技术制裁。
虽然1977年上任的印度首个非国大党总理莫拉尔吉·德赛与美国总统吉米·卡特关系良好，但苏阿战争期间美国依赖巴基斯坦的过境线路来支援反苏游击队。所以直到冷战结束和国际战略格局的演变，才使美印关系得到了彻底的改善。

### 冷战结束后（1991年-2014年）
苏联解体后，印度奉行经济自由化政策并改善了与美国的关系。特别是21世纪初，印度和美国在反恐、促进民主、反扩散、印度洋航行自由以及亚洲力量平衡等多个领域利益趋同，印度崛起对美国核心外交政策利益越来越重要。作为印太地区的主导力量，也是超过十亿公民的家园，印度现在经常被描述为新生大国和美国“不可或缺的伙伴”，许多分析人士认为印度是对抗中国日益增长影响力的潜在制衡力量。
1999年卡吉尔战争时，克林顿政府支持印度的立场，并迫使巴基斯坦撤军。2000年美国时任总统比尔·克林顿访问印度，这也是时隔22年美国总统再次访问印度。2001年11月，乔治·W·布什总统与阿塔尔·比哈里·瓦杰帕伊总理会晤时，两位领导人表达了改变美印双边关系的强烈兴趣。2004年1月，美印启动“下一步战略伙伴关系”（NSSP），这是双边关系转型的里程碑。2005年7月，布什在华盛顿接待了曼莫汉·辛格总理。两国领导人宣布成功完成了NSSP以及其他协议，进一步加强了民用核能、民用航天和高科技商业领域的合作。2008年，時任印度總理辛格與美國總統布什簽署了《美印民用核協議》。
2009年11月，印度总理曼莫汉·辛格成为美国总统巴拉克·奥巴马政府首次举办国宴的主宾。奥巴马随后于2010年11月访问印度，与印度签署了多项贸易和防务合作协议。他在新德里举行的印度议会联席会议上发表讲话，成为第二位发表讲话的美国总统，并宣布美国将支持印度对联合国安理会常任理事国席位的诉求。歐巴馬總統受邀参加印度共和国日庆典並與新德里保持著密切聯繫，世界上两个最大民主国家之间的关系提升到战略层面。2014年印度大选人民党获胜后，美国国务院解除了之前对莫迪的签证禁令。

### 印度人民黨崛起後（2014年-今）

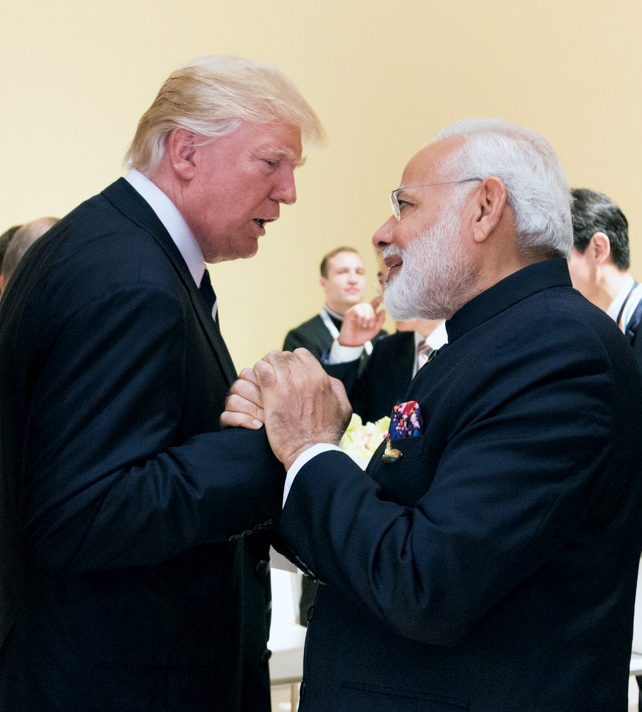
美国总统特朗普与印度总理納倫德拉·莫迪

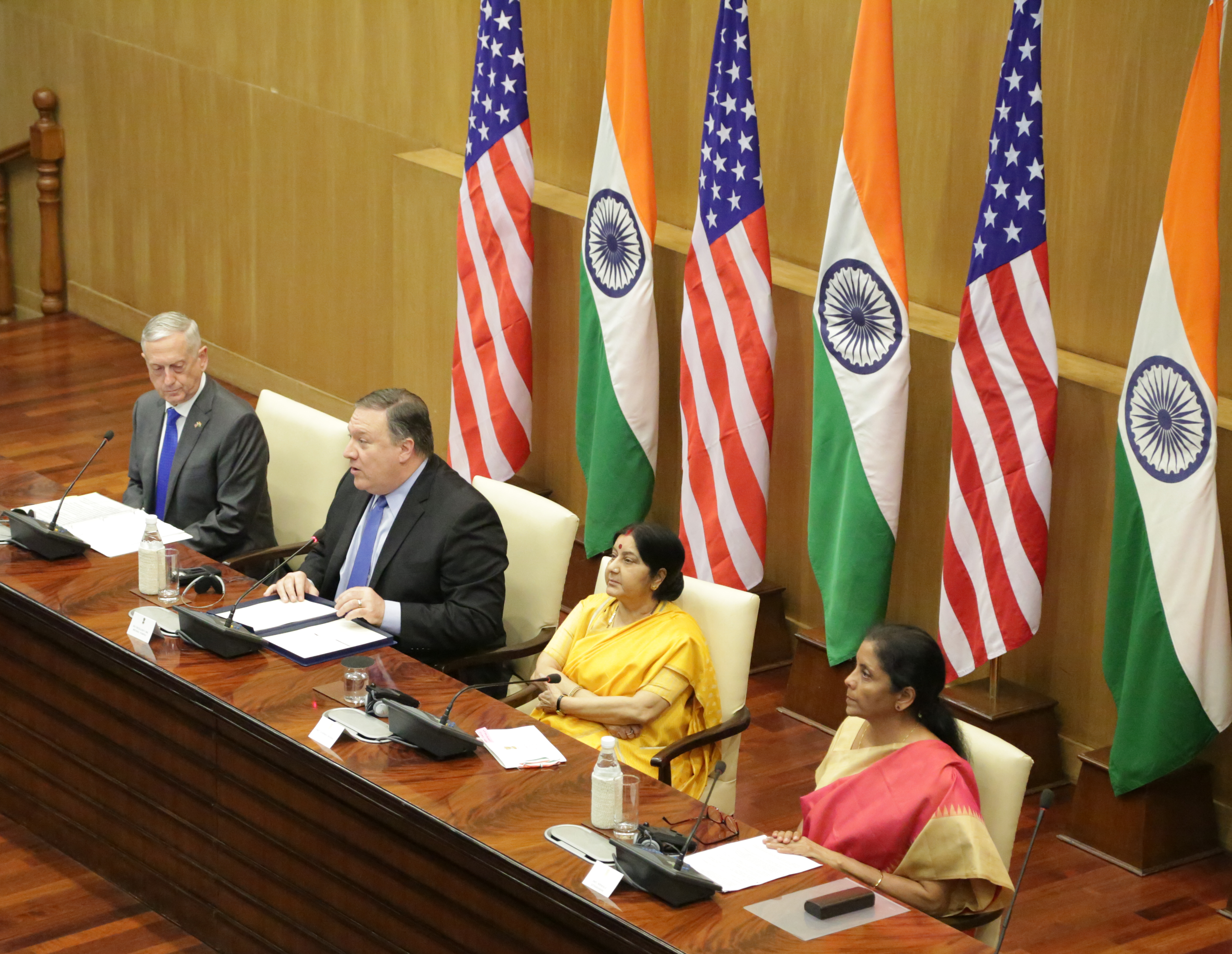
从左到右：美国国防部长吉姆马蒂斯，美国国务秘书迈克庞贝、印度外交部长蘇史馬·斯瓦拉杰和国防部长妮瑪拉·希塔摩拉於2018年在在新德里的第一个2+2会议

西方國家與印度的關係日益友好，這在許多方面都是布什和歐巴馬政府奉行的政策的延續。2016年，美国和印度签署了《物流交换协定备忘录》，並成為了「防御合作伙伴」；2020年10月27日，两国签署《信息分享与防御合作协议》，至此印度与美国完成了四项基本防务合作协议的签署。美国政界人士还多次要求总统取消巴基斯坦的「主要非北約盟友」地位。
2018年8月3日，特朗普政府给予印度“战略贸易授权1类”（STA-1），也就是同盟级待遇。印度也成为了继日本和韩国之后，第三个享有此待遇的全境位于亚洲的国家。
2019年印军和美軍舉行了名為「老虎凯旋」的陸海空聯合軍演，兩國間的防務關係持續增長。同时特朗普政府指责巴基斯坦资助恐怖组织，并终止了所有对巴军事援助。美国还对莫迪政府撤销印度管辖的克什米尔特殊地位保持沉默。同年，莫迪访问美国，并出席了特朗普在休斯敦为他举办的「你好莫迪」欢迎集会，有约五万人参与了此次活动。
2020年，美國總統川普訪問印度時，印度總理莫迪在他的家鄉古吉拉特邦的板球场上向他表示歡迎，集會有十多萬人參加，近五千萬人觀看。外界普遍认为，奉行右翼民粹主义的特朗普与右翼的印度教民族主义领导人莫迪有某种意识形态亲和力。
2021年4月，印度的冠狀病毒病疫情急速惡化，美國政商軍界聯手提供緊急抗疫援助，幫助印度渡過新一波疫情。4月26日，美國總統拜登與印度總理莫迪通話，拜登向莫迪承諾美國將堅定支持受疫情影響的印度人民。
2023年3月14日，美國參議院通過決議，重申肯尼迪政府于1962年宣告的美国官方立场，承認麥克馬洪線是中印邊界線，阿鲁纳恰尔邦（中国称为“藏南”）是印度不可分割的一部分。
2023年6月，印度總理莫迪国事访问美國，與美國總統拜登會晤並發表聯合聲明，包括對東海和南海的緊張情勢升高，及對破壞穩定的舉動發出警告，並強調遵守國際法和航行自由的重要性。双方宣告在技术、防务、清洁能源、全球战略框架、经济合作机制、贸易、医疗、签证多个领域进行合作。其中，半导体行业、关键矿业、国防工业、技术合作和太空合作等战略领域达成了许多新的进展，莫迪总理还第二次受邀在美国国会联席会议发表演说。
拜登表示美印關係「比歷史上任何時期都更有活力」，莫迪則相信其夥伴關係很重要。
人类事业没有任何角落不受美印这两个伟大国家之间跨越海洋直至星空的伙伴关系的影响。
相较于淡化“人权”因素和对俄罗斯相对友好的特朗普政府，长期以来，美国以民主党为主的自由派政客认为印度存在所谓民主倒退问题，拜登政府时期美国国会的民主党议员将印度国内政治置于更严格审查之下，同时两国还因所谓“卡利斯坦”分离分子在美面临暗杀威胁、印俄关系等问题发生摩擦。外界普遍认为莫迪政府更倾向于2024年特朗普重返白宫而不是拜登连任。
2025年7月，美國總統唐納·川普批評印度持續與俄羅斯進行石油貿易，宣佈對印度商品徵收25%的「對等關稅」。

## 经济合作
在2017年的双边贸易（商品和服务）上增长了9.8％，總價值为126.1亿美元。其中印度出口到美国的物資總價值為$76.7亿美元，而美国的出口到印度物資總價值為49.4亿美元。
2022年美国取代中国成为印度的最大贸易伙伴。同年印度加入了美国主导的印太经济框架（贸易部分除外）。
2023年6月，美國宣布，美印已同意終止世界貿易組織的六項爭端，並表示印度還同意取消針對美國針對特定美國產品徵收的報復性關稅，包括鷹嘴豆、扁豆、杏仁、核桃等。